# Altricialidade

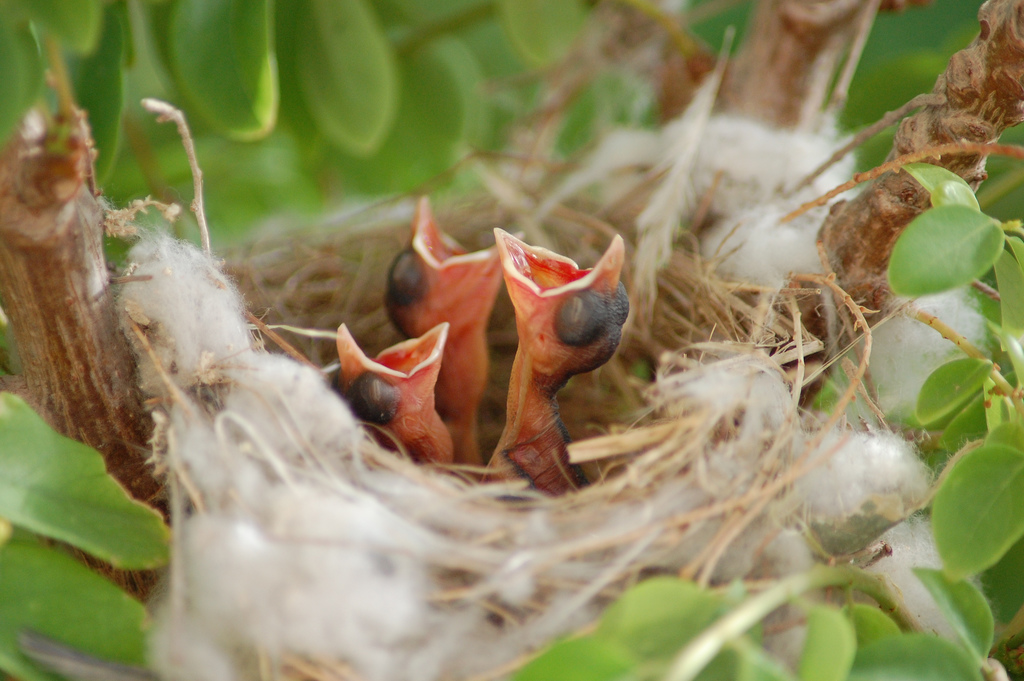
Crias altriciais de uma espécie de pássaro

Em biologia do desenvolvimento, altricial refere-se a um padrão de crescimento e desenvolvimento em organismos que são incapazes de se mover por si mesmos logo após a eclosão ou nascimento. A palavra deriva do termo em latim alere, que significa "cuidar, criar, alimentar", e refere-se à necessidade dos juvenis serem alimentados e protegidos durante bastante tempo. Espécies altriciais são aquelas cujos juvenis recém-nascidos ou eclodidos são incapazes de se movimentar, alimentar e termorregular sozinhos, e cuja visão muitas vezes não está ainda completamente desenvolvida. Incluem, entre outras, os marsupiais, os pássaros, os morcegos, os roedores e os carnívoros. Os cangurus são um dos mais notáveis exemplos de animal altricial, dado que as suas crias nascem num estado quase embrionário. Os humanos são também altriciais, necessitando de um período de desenvolvimento extremamente longo até atingir a maturidade.
Regra geral, as espécies altriciais são aquelas em que os progenitores têm dificuldade em se defender a si mesmos ou ao ninho/toca durante a fase final da gravidez ou incubação, tornando imperativo que as crias nasçam o mais depressa possível, mas também aquelas em que as progenitoras são incapazes de nutrir as crias enquanto estas se desenvolvem. Crias altriciais são muitas vezes cegas, desprovidas das penas ou pelos característicos dos adultos da sua espécie e incapazes de se movimentar sozinhas. Os progenitores necessitam assim de cuidar delas, geralmente numa área protegida como um ninho ou toca, por vezes protegendo-as ativamente. As ratazanas fêmeas são conhecidas por ser bastante ferozes quando ameaçadas, e os pássaros usam uma variedade de truques para distrair os predadores e afastá-los dos seus ninhos.
Uma grande vantagem das espécies altriciais é que o cérebro das crias continua a desenvolver-se após o nascimento, o que permite a esses animais aprender mais e desenvolver mais habilidades do que os demais.